# الحصن (الحيمة الخارجية)

تعديل مصدري - تعديل

الحصن هي إحدى قرى عزلة دروان بمديرية الحيمة الخارجية التابعة لمحافظة صنعاء، بلغ تعداد سكانها 191 نسمة حسب تعداد اليمن لعام 2004.